# Angolo goniaco

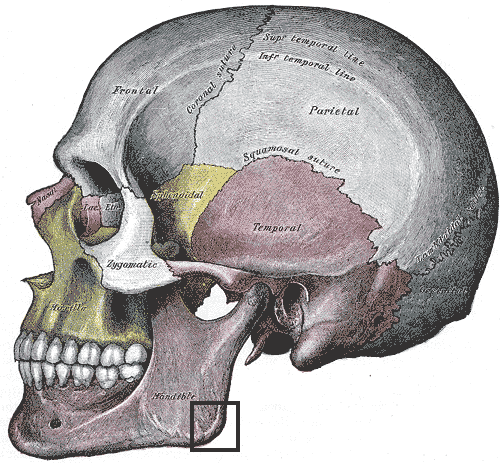
Posizione dell'angolo goniaco

L'angolo goniaco è l'angolo che viene a formarsi tra il corpo e il ramo della mandibola di ciascun lato, il cui vertice è definito gonion e rappresenta un punto craniometrico. 
L'ampiezza è variabile, e compresa tra 150° e 160° nel bambino, 115° e 125° nell'adulto e 130° e 140° nell'anziano.